# Арріате (Малага)
Арріате (ісп. Arriate) — муніципалітет в Іспанії, у складі автономної спільноти Андалусія, у провінції Малага. Населення — 4137 осіб (2010).
Муніципалітет розташований на відстані близько 420 км на південь від Мадрида, 65 км на захід від Малаги.

## Демографія
Динаміка населення (INE ):

## Галерея зображень

Розташування муніципалітету у провінції Малага